# اختلال شخصیت اسکیزویید
اختلال شخصیت اسکیزوئید (انگلیسی: Schizoid personality disorder و به اختصار SPD یا SzPD) یک اختلال شخصیت است که با عدم علاقه به برقراری روابط اجتماعی، گرایش به یک زندگی انفرادی، پنهان‌کاری و رازپوشی، سردی عاطفی، جداشدگی و بی‌تفاوتی مشخص می‌شود. افراد مبتلا ممکن است نتوانند دلبستگی‌های صمیمانه ای با دیگران برقرار کنند و در عین حال دارای یک دنیای فانتزی بامحتوا و جزئیات کامل اما منحصراً درونی هستند. سایر ویژگی‌های مرتبط با این اختلال عبارتند از: گفتار پرتکلف یا خشک و تصنعی، عدم لذت بردن از اکثر فعالیت‌ها، احساس فرد مبنی بر «ناظر» بودن وی بر زندگی به جای شرکت داشتن وی در زندگی، عدم توانایی در مدارا با انتظارات عاطفی دیگران، بی‌تفاوتی آشکار نسبت به نقد یا تحسین، درجاتی از بی‌جنس‌گرایی، نامشخص بودن گرایش جنسی، استفاده بالا از قدرت تخیل و عقاید اخلاقی یا سیاسی نامتعارف.علائم به‌طور معمول در اواخر کودکی یا نوجوانی شروع می‌شود.
علت SPD نامشخص است، اما برخی شواهد از ارتباط و عامل خطر ژنتیکی مشترک بین SPD، یا آسیبهای درمان‌نشدهٔ روحی، سایر اختلالات شخصیت دسته A (مانند اختلال شخصیت اسکیزوتیپال) و اسکیزوفرنی حکایت دارد؛ بنابراین، SPD یک «اختلال شخصیت شبه اسکیزوفرنی» در نظر گرفته می‌شود. این اختلال با مشاهده بالینی تشخیص داده می‌شود و تشخیص SPD از سایر اختلالات روانی (مانند اختلالات طیف اوتیسم، که ممکن است حتی گاهی با هم تداخل داشته باشد) می‌تواند بسیار مشکل باشد.
اثربخشی روان‌درمانی و دارودرمانی برای این اختلال هنوز به‌طور تجربی و سیستماتیک بررسی نشده‌است. علت این امر بیشتر این است که افراد مبتلا به SPD به ندرت به دنبال درمان بیماری خود هستند.به‌طور سنتی، از دوزهای پایین آنتی‌سایکوتیک‌های آتیپیک برای درمان برخی از علائم SPD استفاده می‌شد، اما امروزه استفاده از آنها دیگر توصیه نمی‌شود.بوپروپیون آمفتامین استخلافی ممکن است برای درمان آنهدونیای بیماری استفاده شود. با این حال، درمان دارویی SPD، غیر از درمان کوتاه مدت اختلالات حاد هم‌رخداد با آن (مثل افسردگی) رایج نیست. گفتاردرمانی مانند رفتاردرمانی شناختی (CBT) ممکن است مؤثر نباشد، چرا که افراد مبتلا به SPD ممکن است در ایجاد رابطه ای خوب و مؤثر با درمانگر مشکل داشته باشند.
اختلال شخصیت اسکیزوئید اختلالی است که مطالعات اندکی روی آن صورت گرفته‌است و داده‌های بالینی کمی در مورد آن وجود دارد زیرا به ندرت در محیط‌های بالینی مشاهده می‌شود. مطالعات به‌طور کلی شیوع کمتر از ۱٪ را گزارش کرده‌اند. این اختلال در مردان شایع‌تر از زنان است. SPD با پیامدهای منفی، از جمله خدشه‌دار شدن کیفیت زندگی به میزانی قابل توجه، کاهش عملکرد و کارکرد کلی فرد و یکی از پایین‌ترین سطوح «موفقیت در زندگی» در میان همه اختلالات شخصیتی (که بر اساس «وضعیت، ثروت و روابط موفق» اندازه‌گیری شده)، مرتبط است. افراد مبتلا به اختلال شخصیت اسکیزوئید معمولا قربانی قلدری قرار می‌گیرند. ایده خودکشی ممکن است یک موضوع ذهنی رایج برای افراد اسکیزوئید باشد، گرچه احتمالاً آنها اقدام به آن نمی‌کنند. برخی از علائم SPD (مانند شیوه زندگی انفرادی و سردی عاطفی)، می‌توانند عوامل خطری برای رفتارهای جدی خودکشی باشند.

## همه‌گیرشناسی
میزان شیوع اختلال شخصیت اسکیزوئید به درستی تعیین نشده، ولی ممکن است در ۸ درصد از جمعیت عمومی وجود داشته باشد. نسبت جنسی این اختلال نامعلوم است، اما در برخی از مطالعات، نسبت مرد به زن را در این اختلال، دو به یک گزارش کرده‌اند. افراد مبتلا به این اختلال، بیشتر جذب مشاغل انفرادی می‌شوند که مستلزم حداقل تماس با دیگران است. خیلی از این‌ها شبکاری را بر کار روز ترجیح می‌دهند، چون دیگر مجبور نخواهند بود با افراد زیادی برخورد داشته باشند.

## تشخیص
بیماران مبتلا به اختلال شخصیت اسکیزوئید، در بدو معاینه روان‌پزشکی ممکن است به نظر برسد از چیزی ناراحتند. آن‌ها به ندرت تماس چشمی را تحمل می‌کنند. مصاحبه‌گر درمی‌یابد که این‌گونه بیماران دلشان می‌خواهد مصاحبه هرچه زودتر تمام شود. حالت عاطفی آن‌ها محدود، سرد، یا جدی است. شاد بودن برای بیمار کار سختی است. او سعی می‌کند خود را به زور اهل شوخی و مطایبه نشان دهد، اما این تلاش‌ها خام و نابجا به نظر می‌رسد. تکلم بیمار هدفمند است، اما او بیشتر، جواب‌هایی کوتاه به سؤال‌ها می‌دهد و سعی می‌کند در صحبت کردن پیشدستی نکند. این‌گونه بیماران گاه صنایع ادبی غیرمعمول، مثلاً استعارههای غریب به کار می‌برند. آن‌ها ممکن است شیفته اشیای بی‌جان یا مفاهیم ماورای طبیعی باشند. در محتوای ذهنی آن‌ها احساس صمیمت ناموجهی نسبت به کسانی که خوب نمی‌شناسند یا مدت زیادی ندیده‌اند، ممکن است وجود داشته باشد. وضعیت هشیاری و شناخت این‌گونه بیماران سالم است؛ حافظه‌شان خوب کار می‌کند؛ هر چند از هوش هیجانی و اجتماعی پایینی EQ برخوردارند اما از سوی دیگر از سطح هوش آی‌کیوی (IQ) بسیار بالایی نسبت به افراد دیگر برخوردارند که معمولاً آنان را افرادی تنها اما خلاق و مبتکر بار می‌آورد. در طول صحبتشان از ضرب‌المثل‌ها تفسیری انتزاعی ارائه می‌دهند.

### ملاک‌های تشخیصی DSM-IV-TR در مورد اختلال شخصیت اسکیزوئید
الف) گسستگی از روابط اجتماعی و محدود بودن طیف احساسات و هیجان‌های ابراز شده در روابط بین فردی به صورت الگویی نافذ و فراگیر که از اوایل بزرگسالی شروع شده باشد و در زمینه‌های مختلف به چشم آید، که علامتش وجود لااقل چهار تا از موارد زیر است:
1. نه میلی به برقرار کردن روابط صمیمی و نزدیک داشته باشد و نه از این‌گونه روابط لذت ببرد، از جمله عضویت در یک خانواده.
2. تقریباً همیشه فعالیت‌های انفرادی را ترجیح می‌دهد.
3. به داشتن روابط جنسی با کس دیگر هیچ علاقه‌ای نداشته باشد یا علاقه بسیار کمی داشته باشد.
4. از هیچ کاری لذت نبرد، یا فقط از کارهای معدودی خوشش بیاید.
5. بجز بستگان درجه اول هیچ دوست صمیمی یا مورد اطمینانی نداشته باشد.
6. نسبت به تمجید، تشویق یا حرف دیگران بی‌اعتنا و بی‌تفاوت به نظر برسد (مثلا بعضاً وضع پوشش خاص یا ژولیده دارند و نظر دیگران برایشان مهم نیست).
7. سردی هیجانی، بی اعتنایی، یا یکنواختی از خود نشان دهد.

ب) منحصراً در سیر اسکیزوفرنی، اختلالی خلقی با خصایص روان‌پریشانه، سایر اختلالات روان‌پریشانه، یا یکی از اختلالات نافذ رشد پیدا نشده باشد، و ناشی از اثرات جسمی مستقیم یک بیماری طبی عمومی نباشد.
نکته: اگر این ملاک‌ها بیش از شروع اسکیزوفرنی وجود داشته باشند قید «پیش مرضی» را باید افزود، مثلاً «اختلال شخصیت اسکیزوئید (پیش مرضی)».

### خصایص بالینی
افراد مبتلا به اختلال شخصیت اسکیزوئید اشخاصی سرد و نجوش به نظر می‌رسند که خویشتن دار و گوشه‌گیر هستند و هیچ توجهی به اتفاقات روزمره و علایق سایر افراد نشان نمی‌دهند. آن‌ها ظاهری آرام، منزوی، و غیر معاشرتی دارند. سرشان در لاک خودشان است و به هیچ وجه نیاز یا اشتیاقی به داشتن پیوندهای عاطفی با دیگران نشان نمی‌دهند. آن‌ها از همه دیرتر به تغییرات مد در جامعه تن می‌دهند.
تاریخچهٔ زندگی این افراد نشان می‌دهد که به امور انفرادی علاقه دارند و در مشاغل یک‌نفره و غیر رقابت طلبانه‌ای که برای دیگران غیرقابل تحمل است، با موفقیت به کار می‌پردازند. زندگی جنسی آن‌ها ممکن است منحصراً در خیال طی شود و ایجاد روابط جنسی پخته را هر بار به وقتی دیگر موکول کنند. مردانی که به این اختلال مبتلا هستند، ممکن است هیچ وقت ازدواج نکنند، چون نمی‌توانند با کسی صمیمی‌شوند؛ اما زن‌های مبتلا به اختلال شخصیت اسکیزوئید ممکن است منفعلانه به ازدواج با مردان پرخاشگر که خواهان چنین زن‌هایی هستند، تن دهند. افراد مبتلا به این اختلال شخصیت معمولاً هیچ وقت نمی‌توانند خشم خود را مستقیماً ابراز کنند. اما می‌توانند در امور فارغ از روابط انسانی، مثل ریاضیات و نجوم، سرمایه عاطفی قابل توجهی صرف کنند. همچنین ممکن است دلبستگی بسیاری به حیوانات پیدا کنند. این‌ها اغلب مجذوب مدهای غذایی و بهداشتی (مانند گیاه‌خواری و خام‌خواری)، نهضت‌های فلسفی و طرح‌های مربوط به بهبود وضعیت اجتماعی می‌شوند؛ خاصه طرح‌هایی که به هیچ وجه مستلزم دخالت و نقش فعال خود فرد نیست.
گرچه افراد مبتلا به اختلال شخصیت اسکیزوئید به‌نظر می‌رسد که در لاک خود فرورفته‌اند و روزها به افراط غرق در رؤیا می‌شوند، اما قابلیت شناخت واقعیت را به‌هیچ‌وجه از دست نداده‌اند. از آنجا که اعمال پرخاشگرانه جای چندانی در مجموعه واکنش‌های معمول آن‌ها ندارد، اگر با تهدید یا خطری (خواه واقعی و خواه تصوری) روبه‌رو شوند، اکثر اوقات یا غرق در خیالات همه توانی می‌شوند، یا به تسلیم و رضا تن می‌دهند. این‌گونه افراد اغلب سرد و تودار به نظر می‌رسند، اما گاه اندیشه‌هایی به‌راستی خلاق و ابتکاری به ذهنشان خطور می‌کند که می‌توانند آن‌ها را بپرورانند و در اختیار دیگران بگذارند. بسیاری بر این گمانند که افراد مبتلا به این بیماری از هوش بالاتری برخوردار هستند در حالی که در مطالعات متعدد مشخص شد که هوش افراد با این بیماری مرتبط نیست. اگرچه این افراد قوای تخیل بالایی دارند به دلیل دوری از اجتماع بیشتر در تخیلات خود سیر می‌کنند و این عمل قدرت تخیل آنهارا بالا برده‌است.

## تشخیص افتراقی
وجه افتراق اختلال شخصیت اسکیزوئید از اسکیزوفرنی، اختلال هذیانی و اختلال خلقی همراه با خصائص روان‌پریشانه این است که در اختلالات مزبور برخلاف اختلال شخصیت اسکیزوئید، علایم روان‌پریشانه مثبت نظیر هذیان و توهم دیده می‌شود. بیماران مبتلا به اختلال شخصیت پارانوئید علی‌رغم اینکه در بسیاری صفات با مبتلایان به اختلال شخصیت اسکیزوئید اشتراک دارند، اما روابط اجتماعی‌شان بیشتر است، سابقه پرخاشگری کلامی دارند، و بیشتر ممکن است احساسات خود را به دیگران فرافکنی کنند. بیماران دچار اختلال شخصیت وسواسی جبری و نیز بیماران دچار اختلال شخصیت دوری گزین گرچه از نظر محدود بودن حالت هیجانی کاملاً شبیه بیماران مبتلا به اختلال شخصیت اسکیزوئید هستند، اما تنهایی برای آن‌ها ملال‌آور است، سابقه غنی تری از نظر روابط ابژه‌ای دارند، و به اندازه اسکیزوئیدها دچار درخودماندگی و عزلت لذتبخش آن نمی‌شوند. تفاوت اصلی بیماران مبتلا به اختلال شخصیت اسکیزوتایپی با بیماران مبتلا به اختلال شخصیت اسکیزوئید به لحاظ نظری در این است که افراد اسکیزوتایپی از لحاظ غرابت ادراک، فکر، رفتار و روابط اجتماعی، شباهت بیشتری به بیمار مبتلا به اسکیزوفرنی دارند. بیماران مبتلا به اختلال شخصیت دوری‌گزین هم گرچه افرادی منزوی و گوشه‌نشین اند، اما عمیقاً دلشان می‌خواهد در فعالیت‌های اجتماعی شرکت کنند، حال آنکه این مشخصه در بیماران اسکیزوئید به هیچ وجه وجود ندارند. تفاوت اختلال شخصیت اسکیزوئید از اوتیسم و سندرم آسپرگر این است که در دو اختلال اخیر شدت تخریب تعاملات اجتماعی و رفتارها و علایق قالبی بیشتر است.

## سیر و پیش آگهی
اختلال شخصیت اسکیزوئید معمولاً در کودکی شروع می‌شود و مثل همهٔ اختلالات شخصیت دیرپاست، اما الزاماً مادام‌العمر نیست. معلوم نیست این اختلال در چه درصدی از بیماران تشدید و به اسکیزوفرنی تبدیل می‌شود.

## درمان
1. روان‌درمانی: درمان بیماران دچار اختلال شخصیت اسکیزوئید شبیه درمان افراد مبتلا به اختلال شخصیت پارانوئید است. با این تفاوت که تمایل و استعداد بیماران اسکیزوئید برای درون نگری با انتظارات درمانگر همخوانی دارد و این‌ها گرچه ممکن است با درمانگر رابطه‌ای صمیمی برقرار نکنند، اما در روان‌درمانی فعالانه شرکت می‌کنند. به تدریج که بیمار اسکیزوئید به درمانگر اعتماد پیدا می‌کند، با دلشوره و هیجان بسیار، ترس فراوان خود را از اینکه به نحو غیرقابل تحمل وابسته شود و حتی به تدریج با درمانگر یکی شود، و نیز خیالات و دوستان تصوری فراوان خود را بر ملا می‌کنند.
2. در گروه درمانی، این‌گونه بیماران ممکن است تا مدت‌ها ساکت بمانند، اما بالاخره مشارکت می‌کنند. در برابر حملات پرخاشگرانه سایر اعضای گروه به این بیماران – که چرا این قدر ساکت مانده‌اند – باید از بیمار دفاع کرد. به تدریج اعضای گروه برای بیمار اسکیزوئید اهمیت پیدا می‌کنند و او که در جاهای دیگر انزوا پیشه می‌کند، ممکن است تنها تماس اجتماعی خود را در همین گروه برقرار کند.
3. دارو درمانی: درمان با مقادیر کمی داروهای ضدّ روان پریشی، ضد افسردگی و محرک روانی در برخی از بیماران مؤثر بوده‌است. داروهای سروتونرژیک ممکن است از حساسیت بیمار به طرد کم کند. بنزودیازپین‌ها می‌توانند به کاهش اضطراب بین فردی کمک کنند.[۲۱]